# 豊田幸樹
豊田 幸樹（とよだ こうき、1993年10月22日 - ）は、日本の俳優。東京都出身。舞夢プロ所属。

## 人物
身長174cm。体重59kg。血液型A型。
趣味はサーフィン、ファッション、温泉。特技はサッカー。
資格は普通自動車運転免許（MT）、英語検定3級、メイク検定3級、色彩検定4級。

## 出演作品

### テレビドラマ
- 連続ドラマW ソドムの林檎〜ロトを殺した娘たち（2013年、WOWOW）
- BAD BOYS J（2013年、日本テレビ）
- 実録 東京コンフィデンシャル（2018年、TOKYO MX2）
- BS時代劇 大富豪同心 第5話（2019年、NHK BSプレミアム） - 爛堂の弟子
- ウルトラマンZ 第10話（2020年、テレビ東京） - 警備員B

### テレビ番組
- ザ!世界仰天ニュース（2019年、日本テレビ）
- テレビ千鳥（2023年、テレビ朝日） - 大王（キングノブ）

### 映画
- 劇場版 仮面ティーチャー（2014年、ショウゲート） - 生徒
- るろうに剣心 京都大火編（2014年、ワーナー・ブラザース映画）
- 闇金ウシジマくん Part3（2016年、東宝） - 若手社長

### 舞台
- スティール・スティール（2013年） - 主演：銀
- A Midsummer Night's Dream -夏の夜の夢-（2013年） - ライサンダー
- OASIS -2014-（2014年） - 兵士、看守
- ジャンヌ・ダルク（2014年） - フランス兵
- 進戯団夢命クラシックス
  - 碧のヴォヤージュ（2015年） - サロメ
  - 進戯団夢命クラシックス×07th Expansion
    - 雛見沢停留所〜ひぐらしのなく頃に原典〜（2015年） - 織田輝彦
    - ROSE GUNS DAYS - フィリップ・バトラー
      - ROSE GUNS DAYS-season1-（2016年）
      - ROSE GUNS DAYS-season2-（2017年）
      - ROSE GUNS DAYS-Season3-（2018年）
      - ROSE GUNS DAYS-Last Season-（2018年）

  - OTOGI狂詩曲（2016年） - 酒呑童子
  - 進戯団夢命クラシックス結成15周年公演vol.1「碧のヴォヤージュ」（2019年）
- カルミアクラブ第5回公演「ライトニング〜ヒートプラネットレディ〜」（2015年） - 主演：ジェット・ラー
- TRIBE 1st produce『To Row〜二匹の狼〜』（2015年） - 斎藤一
- 演劇人 特別企画公演「Holmes」（2016年） - イーノットFスタンリー
- TheFunkyPirates快賊船 cinemaLive vol.41「um〜潮龍伝〜」（2016年） - 孫狛二郎
- 黒雪構想
  - 交響曲-symphony-『シェリングフォード・ホームズの論理的推論〜第二楽章 who is ripper?〜』（2016年） - クローバー&セバスチャンモラン
  - 子守歌-lullady-『偉魔神殲滅兵器SUNOVELIA〜七人のパイロット候補生〜』（2016年） - 速水セルフィ
  - 哀歌-elegy-『越美鉄道』（2017年） - 主演：雲母咲太郎
- ツツニシウム #3「カエルエカ」（2016年） - 主演：こうき
- Mile stone Vol.3rd「Long Believer」（2017年） - 忠峰
- 人狼TLPT X 新撰組外伝 〜払暁の狼〜（2017年） - 村田新八
- TRIBE 3rd project「good and evil」（2017年） - ブレイク
- 爆走おとな小学生「勇者セイヤンの物語(真)」（2017年） - 合格マン
- SPACE project
  - じゃじゃ馬ならし（2017年） - ビアンカ
  - アリスの愛はどこにある（2018年） - ウィル
- yoppy project「Battlebutler」（2018年） - 蜂須賀遼
- 若宮亮プロデュースvol.5「雨は忘れる」（2018年） - 士郎

### ゲーム
- ひぐらしのなく頃に奉（2018年、Nintendo Switch、PlayStation 4） - 織田輝彦（声の出演）

### WEB
- KDDI au「当たり前を予想外へ」篇